# Karel Schütz
Karel Schütz (15. května 1904 – 1. října 1941, Praha) byl bankovní úředník Živnostenské banky, jednatel sportovní a zdravotní komise v rodičovském sdružení reálného gymnázia v Praze XI–Žižkově a účastník domácího protiněmeckého odboje za druhé světové války.

## Život

### Rodinné poměry do nastolení protektorátu
Karel Schütz se narodil 15. května 1904. Jeho matka Barbora Schützová s ním v jeho sedmi měsících odcestovala (spolu s jeho o 3 roky starším bratrem Jaroslavem Schützem) za otcem do Ameriky. Zde žili po dobu čtyř let, ale po smrti Jaroslava se Barbora Schützová vzdala pohodlného života v Americe a vrátila se se svým synem Karlem zpět do Čech. Tady ale nebyla dobře finančně zajištěna, musela chodit do práce a tak poté, co Karel absolvoval čtyři třídy gymnázia, musel studium pro nedostatek peněz ukončit. Přesto absolvoval s vyznamenáním obchodní školu a ihned nastoupil jako zaměstnanec u firmy Čechoslavie. Po osmi měsících práce pro Čechoslavii nastoupil v roce 1921 do Živnostenské banky. Ve stávce, která zde zakrátko vypukla, se přidal ke stávkujícím a byl z banky propuštěn. Po skončení a odeznění stávky jej ale banka přijala zpět do řad svých zaměstnanců. Postupem doby se Karel Schütz zdokonalil v českém a německém těsnopisu, němčině a v roce 1928 složil univerzitní zkoušku z angličtiny. Kromě němčiny a angličtiny hovořil ještě francouzsky, chorvatsky, rumunsky a italsky. Byl dopisovatelem různých deníků (Právo lidu, Hospodářský rozhled, Národní politika, Star, ...). Ve věku 23 let se Karel Schütz vzdal rodinného dědictví ve prospěch svého bratrance, jemuž se stal poručníkem a byl jím až do svého skonu. Dne 15. října 1932 se Karel Schütz oženil s Jiřinou Papírníkovou a dne 26. listopadu 1936 se jim narodil syn Jiří Schütz.

### Za protektorátu
Po nastolení Protektorátu Čechy a Morava (15. března 1939) byl Karel Schütz dnem 8. června 1939 zvolen do předsednictva výboru rodičovského sdružení reálného gymnázia (tehdy ještě státní reálky) v Praze XI–Žižkově do funkce zapisovatele. Kromě této funkce byl zvolen jako jednatel sportovní a zdravotní komise. Z pozice všech těchto funkcí řídil sportovní činnost pro žáky školy, organizoval sportovní soutěže, opatřoval pronájmy sportovišť (hřišť a kluzišť), zajišťoval nákup sportovních potřeb, organizoval a řídil lékařské a zubní prohlídky žactva. V rodičovském sdružení spolupracoval s jeho předsedou – plukovníkem generálního štábu Josefem Churavým. S přechodem Churavého do ilegality (6. února 1940) se vytvořila v předsednictvu rodičovského sdružení ilegální skupina, jenž podporovala rodiny vězněných či Němci popravených odbojářů a jejich dětí. Karel Schütz se stal aktivním členem této ilegální skupiny, navštěvoval rodiny postižených, získával pro ně podpory a distribuoval je. Kromě této ilegální skupiny byl Karel Schütz zapojen i do jiné, široce rozvětvené ilegální organizace, jenž rovněž podporovala rodiny uvězněných. V Živnostenské bance Karel Schütz tajně rozmnožoval ilegální časopis, což se mu stalo osudným. Dne 28. srpna 1941 v 9 hodin ráno byl zatčen gestapem. Ještě během vyšetřování jeho případu dodala Živnostenská banka na gestapo i jeho dva nelegálně držené revolvery. Po nástupu Reinharda Heydricha do funkce zastupujícího říšského protektora (27. září 1941) a vyhlášení stanného práva (28. září 1941) byl Karel Schütz dne 1. října 1941 odsouzen stanným soudem k trestu smrti, k zabavení veškerého majetku a ještě téhož dne byl (spolu s dalšími českými vlastenci – viz dovětek) popraven v bývalé jízdárně kasáren v Praze–Ruzyni.
Karel Schütz zanechal před popravou několik dopisů adresovaných své manželce. Při jejich čtení prohlásil velitel gestapa:
Karlu Schützovi jako Čechu všechna čest, ale během dvou roků, kdy se politické poměry změnily, měl dosti času k rozvážení situace a k poznání, že veškeré jeho vlastenecké počínání proti nám jest bezúčelné.
velitel gestapa o Karlu Schützovi, 

## Dovětek
Seznam osob popravených během I. stanného práva dne 1. října 1941 v bývalé jízdárně kasáren v Praze–Ruzyni:
- podplukovník František Ambrož (narozen 5. listopadu 1892), odborový rada, náčelník štábu velitelství Obrany národa (ON) v Čechách,
- podplukovník František Coufal (narozen 7. ledna 1892),
- podplukovník František Dědič (narozen 6. srpna 1890),
- brigádní generál Mikuláš Doležal (narozen 6. prosince 1889), náčelník štábu Obrany národa (ON)
- plukovník Josef Dvořák (narozen 20. prosince 1891), profesor Vysoké školy válečné (VŠV) v Praze
- Karel Elsnic (narozen 1. června 1905), redaktor
- podplukovník Theodor Kasper (narozen 6. července 1891),
- Alois Kovář (narozen 21. června 1906), klempíř
- Štěpán Kovář (narozen 9. ledna 1904), dělník a bratr Aloise Kováře
- František Křížek (narozen 20. prosince 1901), redaktor
- plukovník Josef Malý (narozen 3. února 1893), člen štábu Obrany národa (ON)
- František Mázl (narozen 1. prosince 1911), radiotelegrafista a holič
- Eduard Pavlišta (narozen 12. března 1911), dělník
- Jaroslav Pavlišta (narozen 2. ledna 1912), zedník
- major Jan Peters (narozen 18. srpna 1881),
- Josef Pokorný (narozen 26. listopadu 1905), dělník
- Vilém Popper (narozen 10. srpna 1889), krejčí
- podplukovník Ladislav Preininger (narozen 2. července 1895), spojka mezi Obranou národa (ON) a Obcí sokolskou v odboji (OSVO)
- štábní kapitán Otmar Růžek (narozen 17. března 1901), vrchní ministerský komisař ministerstva sociální a zdravotní správy
- Karel Schütz (narozen 15. května 1904), bankovní úředník
- brigádní generál Oleg Svátek (narozen 3. února 1888)
- brigádní generál Václav Šára (narozen 27. března 1893),
- Miroslav Šturc (narozen 4. listopadu 1920), elektrotechnik